# Vuelo 1763 de Southwest Airlines
El vuelo 1763 de Southwest Airlines fue un vuelo regular de pasajeros, operado por Southwest Airlines, desde el aeropuerto internacional McCarran, en Paradise (Nevada), al aeropuerto internacional de Salt Lake City, en Salt Lake City, Utah. El 11 de agosto de 2000, Jonathan Burton, un habitante de Las Vegas, irrumpió en la cabina del Boeing 737 que operaba el vuelo, en un caso aparente de rabia aérea. El joven de 19 años fue sometido por otros seis u ocho pasajeros con tal fuerza que murió de asfixia. Inicialmente se pensó que la muerte pudo haberse debido a un ataque al corazón.

## Incidente
Hubo informes contradictorios relativos a la rabia aérea de Burton y los eventos que tuvieron lugar en el avión. CBS News informó de la conclusión de la  oficina del fiscal de los Estados Unidos de que no se presentarían cargos penales ya que la muerte no fue intencionada. Time publicó un artículo de Timothy Roche titulado "Homicidio en el cielo" en el que se describía la exaltación posterior a que Burton hubiera sido reducido. Según el artículo, los ocho hombres que redujeron a Burton se levantaron después de que Burton hubiera herido a un oficial fuera de servicio durante el forcejeo y obligase a los hombres a retenerlo. The Guardian informó que el pasajero Dean Harvey dijo que uno de los hombres implicado continuó saltando sobre el pecho de Burton incluso después de que le dijeran que Burton estaba contenido.
Durante su estado de rabia aérea, Burton cargó contra la puerta de la cabina, la abrió de una patada y asomó la cabeza. Ocho pasajeros lo sujetaron, algunos de ellos colocando sus pies en el cuello de Burton, lo que provocó que se asfixiara.
El informe de autopsia del médico forense afirmó que cuando la policía llegó, el "señor. Burton yacía boca abajo con al menos un individuo sobre su cuello." Burton tenía una pequeña cantidad de marihuana en su cuerpo pero esto por si sólo no justificaba su psicosis, totalmente ajena a su persona, con un historial carente de antecedentes violentos o de enfermedad mental.

## En la cultura popular
Cuatro meses más tarde, un episodio de CSI: Crime Scene Investigation presentaba una trama pareja a la de la muerte de Burton, “Unfriendly Skies”, donde cinco completos extraños fueron a bordo de un avión y mataron a un hombre tras creer que intentaba derribar el avión; el episodio fue televisado el 8 de diciembre de 2000. Un año más tarde, el dramaturgo Lucas Rockwood convirtió este incidente en una obra de teatro, Fifty Minutes, que se representó pocas semanas antes de los ataques del 11 de septiembre de 2001.
Un episodio de Mile High “Temporada 2 Episodio 7” (emitido por primera vez el 4 de abril de 2004) también mostraba una narración que se hacía eco de la muerte de Burton. En este episodio, un hombre joven de aspecto árabe es tratado con suspicacia por parte del resto de pasajeros, tras causar el pánico e intentar entrar en la cabina de mando. Otros pasajeros lo reducen y estrangulan hasta causarle la muerte en el proceso.